# Персиянин (шхуна)
«Персиянин» — парусно-винтовая шхуна Каспийской флотилии Российской империи.

## Описание шхуны
Парусно-винтовая трёхмачтовая шхуна водоизмещением 409 тонн. Длина шхуны между перпендикулярами составляла 45,72 метра, ширина с обшивкой — 7,62 метра. На судне была установлена паровая машина мощностью 60 номинальных лошадиных сил. В 1860—1870 годах вооружение шхуны состояло из четырёх 6-фунтовых и одной 1-фунтовой пушки, в военное время — из одной 30-фунтовой пушки № 1 и четырёх 24-фунтовых карронад. По состоянию на 1879 год — из четырёх 4-фунтовых пушек образца 1867 года и одной 1-фунтовой пушки.

## История службы
Шхуна «Персиянин» была заложена в 1858 году на Нижегородской машинной фабрике, в том же году судно было спущено на воду и вошло в состав Каспийской флотилии России. Строительство вёл кораблестроитель подполковник корпуса корабельных инженеров М. М. Окунев.
В кампании 1858 и 1859 годов выходила в плавания в Каспийское море, в 1859 году также несла службу при Астрабадской станции. С 1860 по 1864 год использовалась для выполнения описи и промеров Каспийского моря. В 1866 году состояла в распоряжении начальника Астрабадской станции и использовалась для выполнения промеров в Каспийском море.
В кампанию 1867 года с борта шхуны был высажен десант на Серебряный бугор для усмирения восставших туркмен, в следующем 1868 году вновь использовалась для выполнения промеров каспийского моря.
В кампании 1869 и 1870 годов также находилась при Астрабадской морской станции, а в 1870 году также выходила в морские плавания. 
В кампании 1871, 1873, 1876 и с 1878 по 1882 годов вновь принимала участие в плаваниях в Каспийском море. В кампанию 1872 года находилась при Астрабадской станции и использовалась для снабжения маяков.
Шхуна «Персиянин» была исключена из списков судов флотилии 5 (17) ноября 1881 года.

## Командиры шхуны
Командирами парусно-винтовой шхуны «Персиянин» в составе Российского императорского флота в разное время служили:
- капитан-лейтенант А. И. Рогаль-Левицкий (1859 год)[19];
- капитан-лейтенант Е. М. Рыдалев (1859—1861 годы)[20];
- лейтенант Ф. Н. Кумани (1860—1864 годы)[21];
- капитан-лейтенант А. А. Ратьков-Рожнов (1866 год)[22];
- капитан-лейтенант П. Н. Гусев (1866—1868 годы)[23];
- капитан-лейтенант, с 1 (13) января 1871 года капитан 2-го ранга, а с 1 (13) января 1875 года капитан 1-го ранга Г. Ф. Шульц (1868—1878 годы)[24];
- капитан-лейтенант, а с 1 (13) января 1879 года капитан 2-го ранга В. А. Ладыженский (1878—1882 годы)[25].